# Lane Lambert
Douglas Lane Lambert, född 18 november 1964, är en kanadensisk ishockeytränare och före detta professionell ishockeyforward som är tränare för Seattle Kraken i National Hockey League (NHL) sedan den 29 maj 2025.
Han är onkel till Brad Lambert.

## Spelare
Han som ishockeyspelare tillbringade sex säsonger i NHL, där han spelade för Detroit Red Wings, New York Rangers och Quebec Nordiques. Lambert producerade 124 poäng (58 mål och 66 assists) samt drog på sig 521 utvisningsminuter på 283 grundspelsmatcher. Han spelade också för Düsseldorfer EG i Eishockey-Bundesliga; HC Ajoie i Nationalliga A (NLA); Adirondack Red Wings, New Haven Nighthawks och Halifax Citadels i American Hockey League (AHL); Cleveland Lumberjacks och Houston Aeros i International Hockey League (IHL); HC Ajoie, HC La Chaux-de-Fonds och SCL Tigers i Nationalliga B (NLB) samt Saskatoon Blades i Western Hockey League (WHL).
Lambert draftades av Detroit Red Wings i andra rundan i 1983 års NHL-draft som 25:e spelaren totalt.

### Statistik
| 1980–1981  | Swift Current Broncos    | SJHL       | 55  | 43  | 54  | 97  | 63  | —  | —  | —  | —  | —  |
| 1981–1982  | Saskatoon Blades         | WHL        | 72  | 45  | 69  | 114 | 111 | 5  | 1  | 1  | 2  | 25 |
| 1982–1983  | Saskatoon Blades         | WHL        | 64  | 59  | 60  | 119 | 126 | 6  | 4  | 3  | 7  | 7  |
| 1983–1984  | Detroit Red Wings        | NHL        | 73  | 20  | 15  | 35  | 115 | 4  | 0  | 0  | 0  | 10 |
| 1984–1985  | Detroit Red Wings        | NHL        | 69  | 14  | 11  | 25  | 104 | —  | —  | —  | —  | —  |
| 1985–1986  | Detroit Red Wings        | NHL        | 34  | 2   | 3   | 5   | 130 | —  | —  | —  | —  | —  |
|            | Adirondack Red Wings     | AHL        | 45  | 16  | 25  | 41  | 69  | 16 | 5  | 5  | 10 | 9  |
| 1986–1987  | New York Rangers         | NHL        | 18  | 2   | 2   | 4   | 33  | —  | —  | —  | —  | —  |
|            | New Haven Nighthawks     | AHL        | 11  | 3   | 3   | 6   | 19  | —  | —  | —  | —  | —  |
|            | Quebec Nordiques         | NHL        | 15  | 5   | 5   | 10  | 18  | 13 | 2  | 4  | 6  | 30 |
| 1987–1988  | Quebec Nordiques         | NHL        | 61  | 13  | 28  | 41  | 98  | —  | —  | —  | —  | —  |
| 1988–1989  | Quebec Nordiques         | NHL        | 13  | 2   | 2   | 4   | 23  | —  | —  | —  | —  | —  |
|            | Halifax Citadels         | AHL        | 59  | 25  | 35  | 60  | 162 | 4  | 0  | 2  | 2  | 2  |
| 1989–1990  | Düsseldorfer EG          | EB         | 6   | 2   | 6   | 8   | 4   | —  | —  | —  | —  | —  |
|            | Kanadas ishockeylandslag |            | 54  | 28  | 36  | 64  | 48  | —  | —  | —  | —  | —  |
| 1990–1991  | HC Ajoie                 | NLB        | 36  | 40  | 45  | 85  | 82  | 10 | 11 | 7  | 18 | 30 |
|            | Kanadas ishockeylandslag |            | 4   | 1   | 0   | 1   | 0   | —  | —  | —  | —  | —  |
| 1991–1992  | HC Ajoie                 | NLB        | 35  | 51  | 38  | 89  | 125 | 9  | 10 | 5  | 15 | 14 |
| 1992–1993  | HC Ajoie                 | NLA        | 25  | 22  | 16  | 38  | 28  | 4  | 3  | 1  | 4  | 8  |
| 1993–1994  | HC La Chaux-de-Fonds     | NLB        | 36  | 39  | 29  | 68  | 62  | 5  | 5  | 2  | 7  | 8  |
| 1994–1995  | SCL Tigers               | NLB        | 36  | 37  | 44  | 81  | 60  | 7  | 5  | 4  | 9  | 33 |
| 1995–1996  | SCL Tigers               | NLB        | 33  | 39  | 40  | 79  | 64  | 8  | 7  | 4  | 11 | 14 |
| 1996–1997  | Cleveland Lumberjacks    | IHL        | 75  | 24  | 20  | 44  | 94  | 13 | 4  | 5  | 9  | 21 |
| 1997–1998  | Cleveland Lumberjacks    | IHL        | 39  | 4   | 10  | 14  | 60  | 3  | 0  | 0  | 0  | 0  |
| 1998–1999  | Cleveland Lumberjacks    | IHL        | 36  | 8   | 10  | 18  | 61  | —  | —  | —  | —  | —  |
|            | Houston Aeros            | IHL        | 9   | 2   | 1   | 3   | 4   | 19 | 4  | 1  | 5  | 26 |
| 1999–2000  | Houston Aeros            | IHL        | 77  | 21  | 9   | 30  | 88  | 7  | 2  | 1  | 3  | 10 |
| 2000–2001  | Houston Aeros            | IHL        | 66  | 10  | 12  | 22  | 70  | 7  | 0  | 1  | 1  | 11 |
| NHL totalt | NHL totalt               | NHL totalt | 283 | 58  | 66  | 124 | 521 | 17 | 2  | 4  | 6  | 40 |
| AHL totalt | AHL totalt               | AHL totalt | 115 | 44  | 63  | 107 | 250 | 20 | 5  | 7  | 12 | 11 |
| IHL totalt | IHL totalt               | IHL totalt | 302 | 69  | 62  | 131 | 377 | 49 | 10 | 8  | 18 | 68 |
| NLB totalt | NLB totalt               | NLB totalt | 176 | 206 | 196 | 402 | 393 | 39 | 38 | 22 | 60 | 99 |
| WHL totalt | WHL totalt               | WHL totalt | 136 | 104 | 129 | 233 | 237 | 11 | 5  | 4  | 9  | 32 |

## Tränare
Året efter att han pensionerade sig som ishockeyspelare, blev han assisterande tränare för Moose Jaw Warriors i WHL. Under säsongen 2003–2004 blev han anställd som tränare för ligakonkurrenten Prince George Cougars. År 2005 utsågs han till assisterande tränare för Bridgeport Sound Tigers i AHL, Lambert var där bara ett år innan han fick liknande arbetsysslor hos Milwaukee Admirals i samma liga. Året efter utsågs han till tränare för Admirals. År 2011 meddelade Admirals moderorganisation Nashville Predators i NHL att de hade flyttat upp Lambert till Predators tränarstab som leddes av deras tränare Barry Trotz. Lambert följde med Trotz när denne blev tränare 2014 för Washington Capitals och 2018 för New York Islanders. Sista året i Capitals ledde de två laget till en Stanley Cup-vinst. Samarbetet mellan Lambert och Trotz höll sig intakt i elva år, det upphörde den 9 maj 2022 när Islanders sparkade Trotz och Lambert utsågs den 16 maj som efterträdaren. Den 20 januari 2024 fick han dock sparken. Den 5 juni utnämndes han till assisterande tränare för Toronto Maple Leafs. Den 29 maj 2025 offentliggjordes det att Lambert skulle ersätta Dan Bylsma som tränare för Seattle Kraken.

### Statistik
Källa: 
| Lag                | Säsong    | Grundserie | Grundserie | Grundserie | Grundserie         | Grundserie | Grundserie         | Slutspel                   |
| Lag                | Säsong    | Matcher    | Vinster    | Förluster  | Övertids förluster | Poäng      | Placering          | Resultat                   |
| ------------------ | --------- | ---------- | ---------- | ---------- | ------------------ | ---------- | ------------------ | -------------------------- |
| New York Islanders | 2022–2023 | 82         | 42         | 31         | 9                  | 93         | 4:e i Metropolitan | Förlorade i första ronden. |
| New York Islanders | 2023–2024 | 45         | 19         | 15         | 11                 | 49         | Sparkad.           | Sparkad.                   |
| Seattle Kraken     | 2025–2026 |            |            |            |                    |            | ?:e i Pacific      | Säsong ej påbörjad.        |
| Totalt             | Totalt    | 127        | 61         | 46         | 20                 | 142        |                    |                            |